# سيبوسيسو مسومي
سيبوسيسو مسومي (بالإنجليزية: Sibusiso Msomi)‏ (31 ديسمبر 1988 في جنوب أفريقيا - ) هو لاعب كرة قدم جنوب أفريقي في مركز الوسط. شارك مع منتخب جنوب أفريقيا لكرة القدم. أما مع النوادي، فقد لعب مع بلاتينيوم ستارز ‏.

## مسيرته الكروية
لعب سيبوسيسو مسومي خلال مسيرته الاحترافية مع نادِ واحدٍ في تسعة مواسم وسجل خلالها 11 هدفًا ضمن 139 مباراة. ولم يفز بأي موسم بالكأس أو بالدوري.
خاض سيبوسيسو مسومي مسيرته مع بلاتينيوم ستارز ‏ في موسم 2009–10 ليلعب معه تسعة مواسم، مشاركًا في 139 مباراة سجل خلالها 11 هدفًا.

## روابط خارجية
- سيبوسيسو مسومي على موقع قاعدة بيانات كرة القدم.إي يو (الإنجليزية)
- سيبوسيسو مسومي على موقع ناشيونال فوتبول تيمز (الإنجليزية)
- سيبوسيسو مسومي على موقع Soccerway.com (الإنجليزية)